# John Vickers
Sir John Vickers (né le 7 juillet 1958) est un économiste britannique et directeur du All Souls College d'Oxford.

## Biographie
Vickers étudie à la Eastbourne Grammar School et à l'Oriel College d'Oxford et obtient un doctorat en philosophie de l'Université d'Oxford.
Après avoir commencé à travailler dans l'industrie pétrolière, Vickers en part et commence à enseigner l'économie à l'Université d'Oxford. De 1991 à 2008, Vickers est professeur Drummond d'économie politique. En 2008, Sir John Vickers est élu directeur du All Souls College d'Oxford. Il est professeur invité à la London Business School, à la Woodrow Wilson School de l'Université de Princeton et à la Kennedy School of Government de l'Université Harvard. De 2003 à 2007, Vickers est président de l'Institute for Fiscal Studies, puis président de la Royal Economic Society de 2007 à 2010.
En 1998, Vickers devient économiste en chef à la Banque d'Angleterre pendant deux ans. Il est également membre du Comité de politique monétaire. De 2000 à 2005, il est président de l'Office of Fair Trading.
En juin 2010, Vickers devient président de l'Independent Commission on Banking (ICB) fondée au Royaume-Uni. La tâche de l'ICB est d'envisager des réformes structurelles et non structurelles du secteur bancaire britannique afin de promouvoir la stabilité financière et la concurrence (au lendemain de la crise bancaire de 2008). La commission fait ses recommandations finales au gouvernement britannique en septembre 2011, à savoir l'introduction de la séparation entre la banque de détail et la banque d'investissement afin de se protéger contre les risques financiers.
John Vickers a écrit sur une vaste gamme de sujets économiques. Ses recherches économiques actuelles portent sur la concurrence et la réglementation.
Il est anobli en 2005. En 2012, il reçoit la médaille du président de la British Academy.